# Steve Anderson
Steve Anderson, född 10 april 1906 i Portsmouth i Ohio, död 2 augusti 1988 i Seattle, var en amerikansk friidrottare.
Anderson blev olympisk silvermedaljör på 110 meter häck vid sommarspelen 1928 i Amsterdam.